# Propercjusz

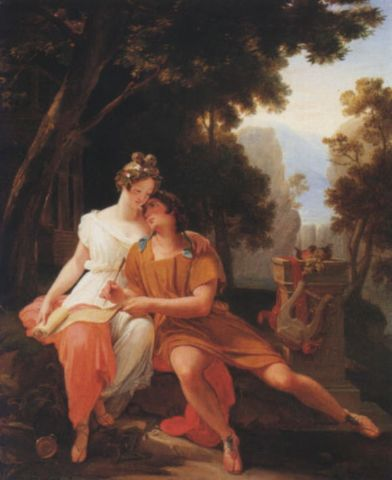
Propercjusz i Cynthia w Tivoli (mal. Auguste Jean Baptiste Vinchon)

Propercjusz, Sextus Propertius (ur. ok. 50 p.n.e., zm. pomiędzy 15 – 2 p.n.e.) – poeta starożytnego Rzymu.
Wiadomości o jego prywatnym życiu są skąpe. Wcześnie stracił ojca, ale otrzymał gruntowne wykształcenie od matki. Dotknęła go częściowa konfiskata rodzinnego majątku, dokonana dla zaspokojenia potrzeb żołnierzy zwycięskiego w wojnie domowej Oktawiana Augusta. Pisał elegie miłosne, najbardziej znane poświęcone kobiecie imieniem Cynthia. Również treny (poświęcone m.in. Marcellusowi, siostrzeńcowi Oktawiana Augusta). Na zamówienie Mecenasa stworzył również kilka utworów opisujących genezę niektórych zwyczajów, budowli czy pomników w Rzymie. 
Liryka poety uchodzi za trudną z uwagi na skrótowość stylu i liczne dygresje. Jego wiersz jest swobodniejszy niż  wiersz Owidiusza, ale bardziej regularny niż wiersz Katullusa. Twórczość Propercjusza nie była znana w średniowieczu, natomiast rozsławiona została w renesansie. Wywarła wtedy wpływ na wielu poetów europejskich, w tym na Jana Kochanowskiego.